# Skjern Provsti
Skjern Provsti er et provsti i Ribe Stift. Provstiet ligger i Ringkøbing-Skjern Kommune, indtil Kommunalreformen i 2007 lå det i Egvad Kommune, Skjern Kommune og Videbæk Kommune.
Skjern Provsti består af 28 sogne med 28 kirker, fordelt på 15 pastorater.

## Pastorater
| Pastorater i Skjern Provsti    | Pastorater i Skjern Provsti       | Pastorater i Skjern Provsti           |
| ------------------------------ | --------------------------------- | ------------------------------------- |
| Brejning-Væggerskilde Pastorat | Dejbjerg Pastorat                 | Hemmet-Sønder Vium Pastorat           |
| Kvong-Lyne Pastorat            | Nørre Omme-Ørnhøj Pastorat        | Nørre Vium-Herborg-Troldhede Pastorat |
| Rækker Mølle Pastorat          | Skjern Pastorat                   | Sønder Bork-Nørre Bork-Lyne Pastorat  |
| Sønder Borris-Faster Pastorat  | Sønder Felding-Troldhede Pastorat | Stauning Pastorat                     |
| Tarm Pastorat                  | Videbæk Pastorat                  | Vorgod-Fjelstervang Pastorat          |

## Sogne
| Sogne i Skjern Provsti | Sogne i Skjern Provsti | Sogne i Skjern Provsti |
| ---------------------- | ---------------------- | ---------------------- |
| Brejning Sogn          | Bølling Sogn           | Dejbjerg Sogn          |
| Egvad Sogn             | Faster Sogn            | Finderup Sogn          |
| Fjelstervang Sogn      | Hanning Sogn           | Hemmet Sogn            |
| Herborg Sogn           | Hoven Sogn             | Lyne Sogn              |
| Lønborg Sogn           | Nørre Bork Sogn        | Nørre Omme Sogn        |
| Nørre Vium Sogn        | Skjern Sogn            | Stauning Sogn          |
| Sædding Sogn           | Sønder Bork Sogn       | Sønder Borris Sogn     |
| Sønder Vium Sogn       | Tarm Sogn              | Troldhede Sogn         |
| Videbæk Sogn           | Vorgod Sogn            | Væggerskilde Sogn      |
| Ådum Sogn              |                        |                        |